# Eddy Piñeiro
Eddy Piñeiro Jr. (Miami, 13 settembre 1995) è un ex calciatore e giocatore di football americano statunitense che milita nel ruolo di kicker per i Carolina Panthers della National Football League (NFL).

## Carriera

### Oakland Raiders
Piñeiro si dichiarò eleggibile per il Draft NFL 2018 dopo avere giocato solo due stagioni con i Florida Gators, ma non venne scelto. Firmò così con gli Oakland Raiders il 4 maggio 2018. Fu inserito in lista infortunati il 1º settembre 2018.

### Chicago Bears
Il 6 maggio 2019 fu scambiato con i Chicago Bears per una scelta del settimo giro del draft. Debuttò nella NFL nella gara del primo turno contro i Green Bay Packers segnando entrambi i field goal tentati. La settimana successiva segnò da 53 yard il field goal della vittoria contro i Denver Broncos mentre il tempo andava esaurendosi. La sua stagione si chiuse con 23 field goal segnati su 28 tentativi. L'anno successivo rimase in lista infortunati per tutta la stagione per un problema all'inguine.

### Indianapolis Colts
Piñeiro firmò con gli Indianapolis Colts il 17 maggio 2021, ma fu svincolato il 24 agosto 2021.

### Washington Football Team
Piñeiro firmò con la squadra di allenamento dei Washington Football Team il 3 settembre 2021, ma fu svincolato una settimana dopo.

### New York Jets
Il 6 dicembre 2021 Piñeiro firmò con i New York Jets. Con essi segnò tutti gli otto field goal tentati e 9 extra point su 10. Il 23 agosto 2022 fu svincolato.

### Carolina Panthers
Il 31 agosto 2022 Piñeiro firmò con i Carolina Panthers dopo l'infortunio di Zane Gonzalez. Nella settimana 8 sbagliò due potenziali calci della vittoria contro gli Atlanta Falcons. Nella settimana 14 segnò 12 punti nella vittoria sui Seattle Seahawks per 30-24, venendo premiato come giocatore degli special team della NFC della settimana. 
Nel turno successivo segnò il field goal della vittoria sui Falcons per 9-7.
Piñeiro rifirmò con i Panthers il 23 marzo 2023. Nel quindicesimo turno segnò tutti i nove punti dei Panthers nella vittoria sui Falcons, venendo premiato per la seconda volta come giocatore degli special team della settimana.

## Palmarès
- Giocatore degli special team della NFC della settimana: 2

14ª del 2022, 15ª del 2023